# Eberhard IV de Nordgau
Eberhard IV fue conde de Nordgau y miembro de la línea de los Eberhardiner, una rama de la familia noble de los Eticónidas.

## Biografía
Eberhard IV, hijo mayor de Hugo I, sucede a su padre en 940 en el condado de Nordgau, conjuntamente con Hugo de Egisheim su hermano. En 959, puso la abadía de Lüders a disposición del emperador Otón I, quien la entrega, con sus posesiones, al abad Baltram y a sus sucesores: Locum Lutheraa vocatum, quem accepimus a filiis Hugonis, Heberhardo et Hugone, monachis aptissimum, eis concessimus, Baltranno videlicet et ejus subditis etc. Eberhard IV es quizás idéntico al Heberhardo que da testimonio en un documento privado de la abadía de Münster-Granfelden, en 967.
El conde Eberhard, después de haber gobernado el Nordgau, desde el año 940 hasta 951, abdicó toda autoridad soberana en favor de su hijo, y se retiró a su tierra de Altdorf, donde meditaba fundar un monasterio cuando la muerte le sorprendió en 972: Sed cum, praeveniente aegritudine et morte sequente, impediretur, etc. Eberhard recomienda a su hijo cumplir su voto para esta fundación.
Según una nota de la abadía de Lüders, el 18 de diciembre es el día de su muerte; según Grandidier, el año de su muerte se estima en 972/73.

## Matrimonio y descendencia
La identidad de la esposa de Eberhard IV no se conoce con certeza. Ha sido identificada como Liutgardis, viuda del conde Adalbert von Metz, hija de Wigerich (III) Graf im Bidgau y su esposa Kunigunde von Lothringen. La única base para esta hipótesis es una carta fechada 8 de abril de 960, por la cual Liutgardis donó propiedad in comitatu Nithegowe cui Godefridus comes preesse, que había heredado ex parentibus meis Wigerico et Cunegunda, a la abadía Sankt Maximin en Tréveris pro remedio…parentum meorum, seniorum quoque meorum Alberti et Everhardi vel filiorum meorum...
Eberhard IV siempre fue considerado como el progenitor de familias nobles altamente importantes. Pero que no es el padre de los hermanos Adalbert, Gerhard y Adelheid,
madre del rey Conrado, el Sálico, de la que derivan todos los ex nobilissima gente Liutharingorum, está demostrado de manera convincente. Por lo tanto Eberhard IV ha sido eliminado como un posible progenitor de la Casa de Habsburgo-Lorena. Por el contrario, deriva de Eberhard IV una progenie bien atestiguada y políticamente activa en el siglo XI, denominada Dagsburg-Egisheim,  que tuvo en León IX un Papa y que produjo por medio de los matrimonios de las hijas de sangre conexiones a las familias nobles de Mousson, Bar, Mömpelgard, Pfirt y Lützelburg. Esta familia tuvo especiales relaciones con cuatro monasterios; y es sobre todo a través de los documentos de estos monasterios que se tiene noticia de los miembros particulares de la familia. Además de Altdorf, se cuentan la antigua abadía de Lüders y dos nuevas fundaciones: la abadía de Hesse, cerca de Saarburg y la abadía de Woffenheim en Heilig-Kreuz, cerca de Colmar.
Eberhard IV y su esposa tuvieron un solo hijo: 
1. Hugo II, llamado raucus, conde de Nordgau